# Mane-Mori
Mane-Mori ist eine osttimoresische Aldeia im Suco Ulmera (Verwaltungsamt Bazartete, Gemeinde Liquiçá). 2015 lebten in der Aldeia 413 Menschen.

## Geographie und Einrichtungen

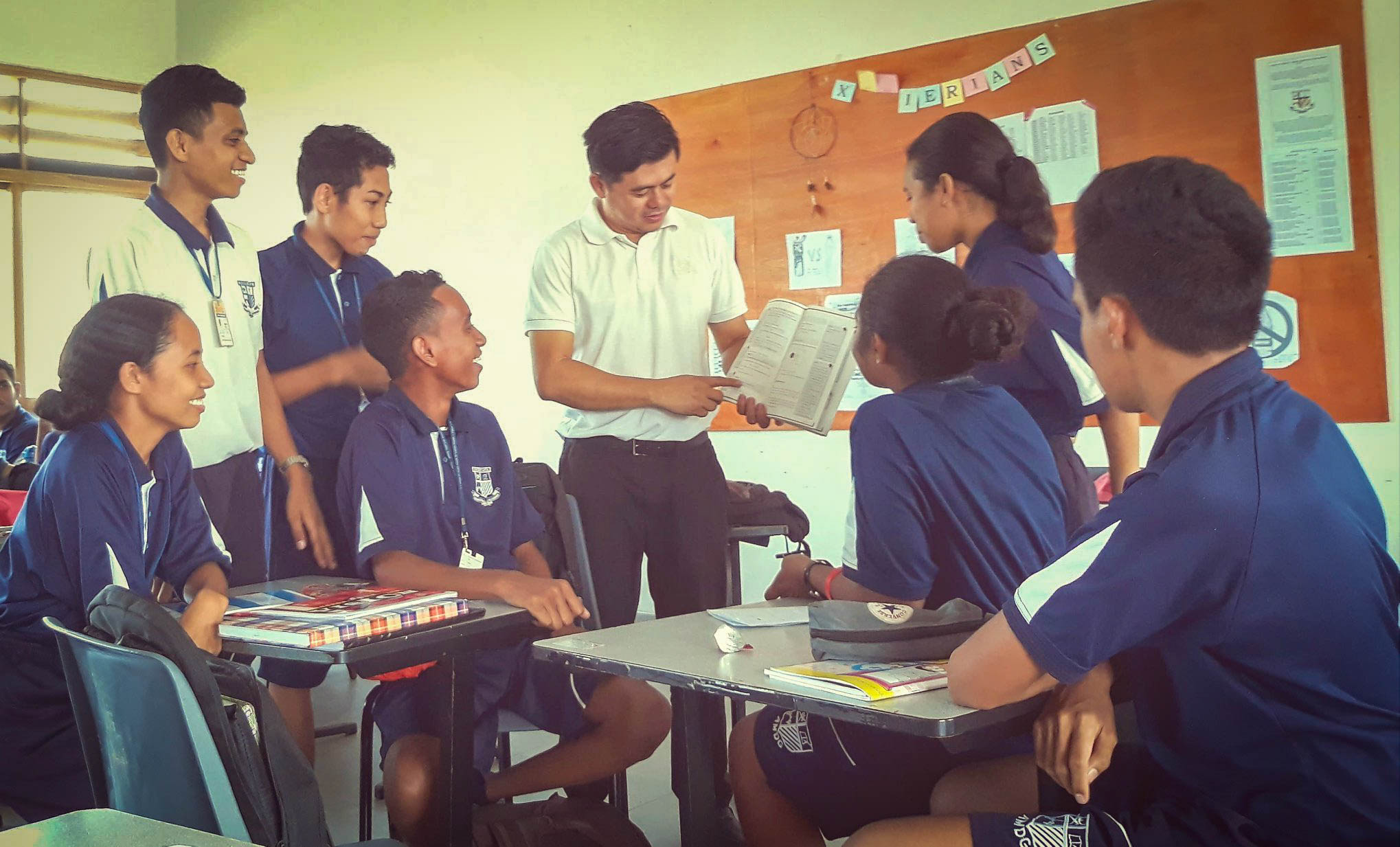
Unterricht im Colégio de Santo Inácio de Loiola

Mane-Mori liegt im Norden Ulmeras, an der Küste der Straße von Ombai. Westlich befindet sich die Aldeia Nauner, südwestlich die Aldeia Neran, südlich die Aldeia Essirat und östlich die Aldeia Tetsari. Entlang der Küste verläuft die Überlandstraße von Dili nach  Vila de Liquiçá. Die Küstenorte Cassait und Besite liegen direkt nebeneinander und bilden so die größte zusammenhängende Siedlung in Ulmera.
In Cassait befinden sich eine Grundschule und das jesuitische Colégio de Santo Inácio de Loiola. In Besite stehen ein Hospital und der Sitz des Sucos Ulmera.

## Politik
2023 wurde Norberto da C. Sarmento zum Chefe de Aldeia gewählt.